# نظام همگرایی آمریکای مرکزی
نظام همگرایی آمریکای مرکزی (به اسپانیایی: Sistema de la Integración Centroamericana, or SICA) از ۱ فوریه ۱۹۹۳ به عنوان سازمان مشترک اقتصادی و سیاسی کشورهای آمریکای مرکزی عمل کرده است. در ۳۱ دسامبر ۱۹۹۱ کشورهای حوزه آمریکای مرکزی پروتکل تگوسیگالپا را امضا کردند و همکاری‌های پیشین در خصوص صلح، آزادی سیاسی، مردم‌سالاری و توسعهٔ اقتصادی را افزایش دادند. دبیرخانهٔ این اتحادیه در السالوادور است.
در سال ۱۹۹۱ کشورهای گواتمالا، السالوادور، هُندوراس، نیکاراگوئه، کاستاریکا و پاناما عضو موسس این نظام بودند. بلیز در ۱۹۹۸ به عنوان عضو دائم پذیرفته شد. جمهوری دومینیکن نیز در سال ۲۰۰۴ به عنوان عضو وابسته و در سال ۲۰۱۳ به عضویت دائم این نظام در آمد. مکزیک، شیلی و برزیل اعضای ناظر این اتحادیه هستند و جمهوری چین، اسپانیا، آلمان و ژاپن ناظران فرامنطقه‌ای می‌باشند. نظام همگرایی آمریکای مرکزی یک صندلی در مجمع عمومی سازمان ملل و دفاتری هم در مقر این سازمان دارد.
چهار کشور (گواتمالا، السالوادور، هندوراس و نیکاراگوئه) که در حال تجربهٔ همگرایی سیاسی، فرهنگی و مهاجرتی هستند گروهی تحت عنوان آمریکای مرکزی چهار یا CA-4 تشکیل داده‌اند. این گروه مرزهای داخلی مشترک و گذرنامه یکسان دارند. بلیز، کاستاریکا، پاناما و جمهوری دومینیکن برای همگرایی اقتصادی به این گروه اضافه خواهند شد.